# Лопач, Николай Павлович
Николай Павлович Лопач (1922—1987) — полковник Советской Армии, участник Великой Отечественной войны, Герой Советского Союза (1943).

## Биография
Николай Лопач родился 13 января 1922 года в селе Руда (ныне — Сквирский район Киевской области Украины). Рано остался сиротой, жил в Донбассе. После окончания девяти классов школы работал электронамотчиком. В начале Великой Отечественной войны добровольно пошёл на службу в Рабоче-крестьянскую Красную Армию. В апреле 1942 года Лопач окончил артиллерийское училище и был направлен на фронт Великой Отечественной войны.
К осени 1943 года старший лейтенант Николай Лопач командовал батареей 383-го стрелкового полка 121-й стрелковой дивизии 60-й армии Центрального фронта. Отличился во время битвы за Днепр. Под руководством Лопача его батарея изготовила переправочные средства и переправилась на западный берег Днепра, где приняла активное участие в боях за захват и удержание плацдарма, только за первый день отразив восемь немецких контратак, уничтожив 8 танков и большое количество солдат и офицеров противника. Лопач лично участвовал в боях. Так, на второй день боёв он уничтожил 2 танка, 2 дзота, 3 пулемёта, ведя огонь с открытой позиции. Батарее удалось удержать позиции до переправы основных сил.
Указом Президиума Верховного Совета СССР от 17 октября 1943 года за «мужество и отвагу, за умелое руководство батареей при форсировании Днепра и удержание плацдарма» старший лейтенант Николай Лопач был удостоен высокого звания Героя Советского Союза с вручением ордена Ленина и медали «Золотая Звезда» за номером 1177.
Весной 1945 года Лопач был тяжело ранен. После окончания войны он продолжил службу в Советской Армии. В 1947 году он окончил Высшую офицерскую артиллерийскую школу. В 1972 году в звании полковника Лопач был уволен в запас. Проживал и работал в Баку. В 1984 году переехал в Белую Церковь, где и скончался 23 мая 1987 года.
Был также награждён орденом Отечественной войны 1-й степени и двумя орденами Красной Звезды, рядом медалей.